# Tenziometr
Tenziometr slouží k měření povrchového napětí kapalin. Využívá kapkové metody, kdy jsou měřeny různé parametry kapek. Například v případě visících kapek se změří poměr mezi průměrem kapky na šířku a průměrem v nejdelší vzdálenosti, od vrcholu kapky. Z těchto údajů se pak na základě Young-Laplaceovy rovnice vypočítá povrchové napětí.

## Tyčinkový tenziometr dle Du Noüy - Padday
Tato metoda využívá tyčinku, která se ponoří do kapaliny a měřena je síla, kterou je nutno vyvinout při vytahování tyčinky z kapaliny. Jedná se o poměrně moderní metodu, jejíž výhodou je přesnost a snadná opakovatelnost. Na rozdíl od kroužkové a destičkové metody má využití u kapalin široké škály viskozit.

## Kroužkový tenziometr dle Du Noüy
Tato metoda využívá platinového kroužku, který je ponořen do kapaliny. Při vytahování kroužku je měřeno napětí, které je potřeba vyvinout pro jeho vytažení. Zjištěná hodnota slouží k výpočtu povrchového napětí kapaliny. Podmínkou jsou dokonalé vlastnosti kroužku; i malé vady nebo škrábance mohou silně ovlivnit naměřené výsledky. Metoda je považována za zastaralou a není již příliš používána.

## Wilhelmiho destičkový tenziometr
Wilhelmiho destičkový tenziometr využívá destičky, která je ponořena do kapaliny. Následně je měřena síla, kterou je nutno vyvinout pro vytažení destičky z kapaliny. Ta slouží k výpočtu povrchového napětí kapaliny. V současnosti už není tento způsob příliš využíván.